# Marcel Andrijanic
Marcel Andrijanic (* 21. Oktober 1992 in Hamburg) ist ein deutscher Fußballspieler.

## Karriere
2003 wechselte der aus der Jugend des HSV zum FC St. Pauli. Sein Debüt für dessen zweite Mannschaft gab er am 34. Spieltag der Oberliga Hamburg der Saison 2010/11. Beim 5:2-Erfolg gegen den Oststeinbeker SV schoss er auch sein erstes Tor. Er stieg mit der Mannschaft direkt in die Regionalliga Nord auf. Für die Profis spielte er zum ersten Mal im DFB-Pokal 2011/12, in der 1. Runde beim 3:0-Erfolg über den Offenburger FV. In der 2. Fußball-Bundesliga debütierte er am 13. April 2013 (29. Spieltag) beim 3:1-Sieg über den TSV 1860 München.
Im Juli 2013 wechselte Andrijanic zum KSV Hessen Kassel in die Regionalliga Südwest. Nach einem Jahr in Kassel wechselte Andrijanic zum SV Rödinghausen in die Fußball-Regionalliga West. Nach wiederum einem Jahr wechselte Andrijanic erneut, dieses Mal zum Ligakonkurrenten TuS Erndtebrück. Mit Erndtebrück stieg er aus der Regionalliga ab und schaffte in der Oberligasaison 2016/17 als Meister den direkten Wiederaufstieg. Danach wechselte er in die Regionalliga Nord zur SV Drochtersen/Assel. Hier spielte er von 2017 bis 2021. In dieser Zeit konnte er mit dem Verein 2. Mal den Niedersachsenpokal gewinnen (2018 & 2019). Dadurch nahm er mit dem Club am DFB-Pokal teil. In der 1. Hauptrunde 2018/19 verlor der Verein mit 0:1 gegen den FC Bayern München und 2019/20 in der 1. Hauptrunde mit 0:5 gegen den FC Schalke 04, beide Partien absolvierte er über die volle Zeit. Im Sommer 2021 wechselte er innerhalb der Regionalliga Nord zum FC Teutonia 05 Ottensen.
Beim FC Teutonia 05 Ottensen verbrachte er eine Spielzeit und absolvierte in der Liga 23 Einsätze und erzielte dabei 4 Treffer. Mit Verein gewann er zudem den Hamburger Pokal, im Finale schlug Ottensen Altona 93 mit 2:1. Andrijanic verbuchte in diesem Wettbewerb 7 Einsätze mit 3 Treffern. Zur Spielzeit 2022/2023 wechselt Andrijanic zum SSV Jeddeloh. Andrijanic absolvierte in der Spielzeit 2022/2023 insgesamt 32 Spiele in der Regionalliga Nord für Jeddeloh und erreichte mit dem Verein zudem das Halbfinale im Niedersachsenpokal. Nach nur einer Saison, schließt sich Andrijanic dem Oberligaaufsteiger ETSV Hamburg an.

## Erfolge
- Aufstieg in die Regionalliga Nord mit FC St. Pauli II – 2010/11
- Aufstieg in die Regionalliga West mit TuS Erndtebrück – 2016/17
- Niedersachsenpokal-Sieger: 2017/18 und 2018/19
- Hamburger-Pokal-Sieger: 2021/22